# All'amore
All'amore è il secondo album della cantautrice e attrice italiana Maria Sole pubblicato nel 1979 dall'etichetta discografica Archivak.

## Tracce
Testi e musiche di Maria Sole.
1. Bestia
2. Chi mi darà coraggio
3. Regnè-Gnenè-Gnenè
4. Okay
5. E come è che è nato il mondo
6. Sono a far pipì
7. Per te vivrò
8. Zio Domenico
9. La santità di nome
10. Una madre una figlia una nonna

## Musicisti
- Maria Sole: voce
- Giorgio Azzolini: basso
- Norico: flauto
- Enzo Giuffrè: chitarra
- Renzo Bergonzi: percussioni